# عمر عبد الله نسير
عمر عبد الله نسير هو شاعر يمني. ولد عام 1932 في مدينة زنجبار عاصمة محافظة أبين. بدأ كتابة الشعر في سن مبكرة. وهو أحد مؤسسي فرع اتحاد الأدباء والكتاب اليمنيين في أبين، وأحد الأعضاء المؤسسين للندوة الفضلية. غنى ولحن قصائده كبار الفنانين اليمنيين.
غنى لفناني ابين مثل عيدروس الجعدني ومحمد عطروش وغيرهم من الفنانين 
كتابة اغانيه مثل سبوله و برع يا ستعمار وغيرهم من الاغاني الوطنية والشعبية والروحانية
مراجع
1. ↑  موسوعة شعر الغناء اليمني في القرن العشرين، الجزء الخامس، الصفحة 525، الطبعة الثانية 2007، رقم الإيداع في دار الكتب:(297)